# Lepomis symmetricus
Lepomis symmetricus és una espècie de peix pertanyent a la família dels centràrquids present als Estats Units. És un peix d'aigua dolça, demersal i de clima subtropical (40°N-29°N). Pot arribar a fer 9 cm de llargària màxima (normalment, en fa 5). Els joves s'alimenten principalment de petits crustacis (com ara, ostracodes, amfípodes i d'altres), larves de mosquit i petites crisàlides de libèl·lules. La dieta dels adults és similar, però també conté caragols, hemípters aquàtics i insectes terrestres. La seva esperança de vida és de 3 anys. És inofensiu per als humans.